# Universidad de Fukui
La Universidad de Fukui (福井大学 fukui daigaku, abreviado como 福大 Fukudai?) es la principal universidad de la Prefectura de Fukui. Fundada en 1923 con la fusión de varios colegios al  Escuela industrial superior de Fukui (福井高等工業学校 fukui kōtō kōgyō gakkō?). Nombrada como universidad de fukui desde 1949.

## Organización
La universidad cuenta con facultades de Medicina, educación e ingeniería. Brinda estudios de Licenciatura, Maestría y Doctorado en gran variedad áreas. Además cuenta con centros de investigación como son un laboratorio de Criogenia y un centro para el desarrollo de la región infrarroja.
- Datos: Q1370063
- Multimedia: University of Fukui / Q1370063